# Liste des maires de Rozay-en-Brie

## Liste des maires
| - 1772 : Louis Antoine Toussaint Fadin (avocat au Parlement) - 1783 : Amiard de Givry (écuyer) - 1785 : Picault - 1786 : Nicolas Bernard Le Gay (avocat au Parlement) - 1788 : Philippe de Chavigny (seigneur) - 1789 : Mahon (démissionnaire le lendemain pour santé) - 1789 : Claude Etienne Jeangron - 1791 : Jean Louis Paris - 1794 : Gabriel Mahon - 1795 : Vilotte - 1796 : Menu Descombes - 1820 : Jacques-François Le Rahier - 1830 : Charles Maugis | - 1830 : Antoine Louis Fadin - 1832 : Alexandre Guignot - 1866 : François Prosper Fontaine - 1866 : Louis Amédée Maricot - 1871 : François Prosper Fontaine - 1878 : Ambroise Adam - 1884 : Louis Alex Guillot - 1888 : Emile Hu - 1898 : Frédéric Charrassin - 1899 : Louis Ernest Robin - 1904 : Lucien Mory - 1908 : Louis Ernest Robin - 1912 : Auguste Fourault | - 1915 : Eugène Notte - 1918 : Auguste Fourault - 1919 : César Tilliet - 1919 : Lamy (en remplacement, dissolution du conseil municipal) - 1921 : Eugène Gilbert - 1935 : Pierre Comby - 1945 : Armand Ravaux - 1947 : Maurice Robert - 1959 : Raymond Bizière (chef d'entreprise) - 1966 : Jacques Picard (médecin) - 1986 : Michel Bonnard (plombier) - 2001 : Francis Lemaire (chauffagiste) - 2008 : Patrick Percik (maçon) - 2014 : Patrick Percik - 2020: Patrick Percik |

## Compléments